# 王邦怀
王邦怀（1860年8月26日—1930年6月28日），字瑾卿，号奇梦生，福建霞浦人，地方名绅，人称“瑾伯”，民称“王老板”。

## 人物生平
王邦怀于1860年（咸丰十年）8月26日出生于豪右世家，喜好读书，屡试不第，按例纳捐得候补知县衔，1902年（光绪二十八年），福宁府知府李增霨筹办宁郡中学堂，聘王邦怀为学董。宁郡中学堂创建后，求学者日多，学堂难以容纳，王邦怀等分赴长春、沙江、溪南等地及府属五县募款逾万元，移址扩建讲堂、校舍、自习室数十间。同年，受知县刘玉璋所托，筹款3000余两白银，兴建魁星楼、崇圣祠，修葺大成殿、文昌阁、明伦堂等。1903年（光绪二十九年）与游学诚创办蒙养义塾。1906年（光绪三十二年）他倡议在龙首山三涧堂开辟“一壶天”等景点。
1909年（宣统元年），推行新政，他被推选为福建省咨议局议员、分部主事，兼任县教育会、商会等会长。
1911年10月10日，辛亥革命武昌起义爆发，各省响应。革命爆发不久，因惧清军残部欲于霞浦强征粮食及劳动力，知府智格（满人）与知县叶湘（江西南昌人）连夜出逃。后有两路军队分别自福州、福鼎驻进霞浦，各执一词，要求地方交出官印与饷款。闹到次日天亮，“客军”双方几乎开枪动武，为了避免酿成兵祸，王邦怀自发募资，终劝使“客军”撤离霞浦。
霞浦光复后，地方人士推荐王邦怀暂时代理霞浦县知事职务。他代理知县后，立刻向省呈文，并派出专人向省报告霞浦县光复情形，并请委派知府来霞接任。
福州光复后大约两个月，福建军政府都督孫道仁派胡桂高来霞接任福宁府知府。由于胡与王曾是同学，胡遂直接委任王邦怀为霞浦县知事，1912年（民国元年），经省咨议局批准，王邦怀出任霞浦县首任知事。
1913年（民国二年），北洋军阀执政，孙中山领导的护法战争失败，北洋军阀李厚基入闽，孙道仁出走，胡桂高离职，陈与年接任知府。随即废府留县，陈与年转任霞浦县知事，王邦怀遂去职。
1922年（民国十一年）省城局势动荡，时任霞浦县知事的广东人蔡枢出逃。霞浦县民众再次推荐王邦怀为代理霞浦县知事，直到新知事沈秉锴接任。
1926年（民国十五年）王邦怀为《霞浦县志》协修。因操劳过度，积劳成疾，他于1930年（民国十九年）6月28日逝世。

## 评价
王邦怀为人敦厚，广交官民，但在任县知事时，由于缺乏经验，导致卸任后地方财政亏空千余元，成为“交待不清的县知事”之一。

## 身后
王邦怀逝世后，葬于祖辈墓地，现该墓葬以王邦怀三代老祖墓的名义被列为霞浦县文物保护单位。